# 顧錦輝
顧錦輝（Ku Kam Fai，1961年1月27日—），生於香港，已退役香港足球運動員，司職中堅或防守中場，持有亞洲足協B級足球教練牌照，現時擔任香港乙組聯賽球隊灣仔主教練及香港甲組聯賽球隊南華青訓教練。

## 球會生涯
顧錦輝生於香港在荃灣長大，並於地區球會荃灣展開球員生涯到1983年轉投東方，至1984年獲班主林建岳邀請由東方轉投班霸南華從此成為南華重心球員，期間合共8度在香港足球明星選舉獲選最佳十一人更曾於1987年當選香港足球先生至38歲掛靴轉擔任球隊助教。
直到2017年6月19日經過南華董事會開會後，所有執委經重新檢視球隊近年發展後，一致贊成南華來屆退出港超聯，轉戰甲組聯賽培育青年球員，而球隊為減省足球部開資只留下效力南華超過三十年的顧錦輝。

## 國際賽生涯
顧錦輝於1983年首度入選香港代表隊並且長期擔任香港隊主力，期間在1985年5月19日代表香港於1986年世界盃外圍作客對中國國家隊的著名五一九戰役中於下半場禁區內射入奠定勝利的入球協助香港歷史性以2－1擊敗中國取得晉身外圍賽次圈的資格。

## 個人榮譽
- 香港足球先生（1986–87季度）
- 香港足球明星選舉（1984–85, 1986–87, 1987–88, 1988–89, 1989–90, 1990–91, 1991–92, 1995–96, 1996–97）（9次，僅次於11次的李健和）
- 總督盃 最佳防守球員（1993–94年度）

## 外部連結
- 南華足球隊官方網頁資料 （页面存档备份，存于）

1. ↑  【港足二十年．顧錦輝】35年的南華忠臣　決多花20年為港成長 香港01 2017-09-05